# Panarabisk konstmusik
Panarabisk konstmusik kallas den konstmusiktradition som till stora delar är gemensam för det arabiska kulturområdet. Det arabiska kulturområdet är i denna bemärkelse inte begränsat till de områden som bebos av araber utan är det område med arabiska som gemensamt kulturspråk som sträcker sig från Nordafrika, via den Arabiska halvön in i Centralasien (och som förr även inbegrep Spanien). Den panarabiska konstmusiken har sina rötter i  flera av de lokala musiktraditioner som kom att ingå i det arabiska väldet från 600-talet och framåt, särskilt arameisk, syrisk, persisk och hellensk musikkultur har haft ett stort inflytande.

## Historik
Arabernas erövringar, som tog sin början under 600-talet, skapade ett gemensamt kulturområde som sträcker sig från Spanien, via Nordafrika och den Arabiska halvön till Centralasien. Med hjälp av ett gemensamt kulturspråk (arabiska) samt goda och vidsträckta kommunikationer blev centralorterna smältdeglar för impulser från de många musikkulturer som ingick i det arabiska väldet. Man inkorporerade även mycket av den grekiska musikteorin. Liksom i västerlandet utvecklades en kostmusiktradition som, trots lokala variationer, delar många gemensamma drag över det arabiska kulturområdet.

## Gemensamma drag
Till skillnad från i västerländsk musik förekommer ingen harmonik. Istället anses melodilinjens variationer och skiftningar vara det främsta uttrycksmedlet. Den flerstämmighet som förekommer är melodistämma med bordun samt heterofoni (till exempel en sjungen melodi beledsagad av heterofont ackompanjemang). Musiken baseras på modala strukturer, maqām (pl. maqām-āt), som till skillnad från västerländska skalor utmärks av både intervallförhållanden och melodiska modeller. Den arabiska konstmusikens tonförråd är i allmänhet större och mer varierat än den västerländska motsvarigheten. Olika arabiska musikteoretiker har delat in oktaven i mellan 15 och 25 tonsteg. Från detta tonförråd kan sedan olika sjutonsskalor skapas. I en förenklad modell, ur en västerländsk synvinkel, består de arabiska skalorna av tre huvudtyper av intervall:  heltonsteg, halvtonsteg och trekvartstonsteg. Intonationen vid praktiskt musicerande överensstämmer dock inte alltid med dessa teoretiska indelningar. Olika maqām-āt tillåter större frihet i intonationen för olika toner i skalan – även vibrato används endast på vissa toner. Rytmiken baseras på rytmiska modi, īqā (pl.īqā-āt).
Melodibildningen kan delas in i två huvudtyper, varav den ena är rytmisk obunden improvisation inom en viss maqāms ramar medan den andra är rytmiskt bunden (i ett fast tempo) och ibland förutkomponerad. Särskilt i de rytmiskt fria formerna utsmyckas melodin med melismer och glidningar.
Svitformen är karaktäristisk för den här typen av musik. I den största delen av det arabiska kulturområdet innebär svitformen en följd av förutkomponerade, rytmiskt bundna musikstycken, förgångna av rytmiskt fria, solistiska avsnitt.

### Fotnoter
1. ↑  Sohlmans musiklexikon, uppslagsord: Arabisk musik
2. 1 2 3 4  Sohlmans musiklexikon, uppslagsord: Arabisk musik.